# Lục Khúc
Lục Khúc (chữ Hán phồn thể:碌曲縣, chữ Hán giản thể: 碌曲县, âm Hán Việt: Lục Khúc huyện) là một huyện thuộc châu tự trị dân tộc Tạng Cam Nam, tỉnh Cam Túc, Cộng hòa Nhân dân Trung Hoa. Huyện này có diện tích 5298 ki-lô-mét vuông, dân số năm 2004 là 30.000 người. Mã số bưu chính của Lục Khúc là 747200. Chính quyền huyện Lục Khúc đóng ở trấn Mã Ngải. Về mặt hành chính, huyện này được chia thành trấn, 7 hương: Lang Mộc Tự, 尕 Hải, Mã Ngải, Tây Thương, Lạp Nhân Quan, Song Xá, A Lạp.

## Khí hậu
| Dữ liệu khí hậu của Lục Khúc             | Dữ liệu khí hậu của Lục Khúc | Dữ liệu khí hậu của Lục Khúc | Dữ liệu khí hậu của Lục Khúc | Dữ liệu khí hậu của Lục Khúc | Dữ liệu khí hậu của Lục Khúc | Dữ liệu khí hậu của Lục Khúc | Dữ liệu khí hậu của Lục Khúc | Dữ liệu khí hậu của Lục Khúc | Dữ liệu khí hậu của Lục Khúc | Dữ liệu khí hậu của Lục Khúc | Dữ liệu khí hậu của Lục Khúc | Dữ liệu khí hậu của Lục Khúc | Dữ liệu khí hậu của Lục Khúc |
| Tháng                                    | 1                            | 2                            | 3                            | 4                            | 5                            | 6                            | 7                            | 8                            | 9                            | 10                           | 11                           | 12                           | Năm                          |
| ---------------------------------------- | ---------------------------- | ---------------------------- | ---------------------------- | ---------------------------- | ---------------------------- | ---------------------------- | ---------------------------- | ---------------------------- | ---------------------------- | ---------------------------- | ---------------------------- | ---------------------------- | ---------------------------- |
| Cao kỉ lục °C (°F)                       | 16.2 (61.2)                  | 17.2 (63.0)                  | 22.3 (72.1)                  | 26.6 (79.9)                  | 26.4 (79.5)                  | 26.4 (79.5)                  | 29.8 (85.6)                  | 28.8 (83.8)                  | 28.0 (82.4)                  | 24.4 (75.9)                  | 16.9 (62.4)                  | 16.4 (61.5)                  | 29.8 (85.6)                  |
| Trung bình ngày tối đa °C (°F)           | 2.7 (36.9)                   | 5.2 (41.4)                   | 8.4 (47.1)                   | 12.6 (54.7)                  | 15.5 (59.9)                  | 17.9 (64.2)                  | 20.2 (68.4)                  | 20.1 (68.2)                  | 16.5 (61.7)                  | 11.7 (53.1)                  | 7.8 (46.0)                   | 4.1 (39.4)                   | 11.9 (53.4)                  |
| Trung bình ngày °C (°F)                  | −8.2 (17.2)                  | −4.9 (23.2)                  | −0.5 (31.1)                  | 4.2 (39.6)                   | 7.8 (46.0)                   | 11.0 (51.8)                  | 13.1 (55.6)                  | 12.5 (54.5)                  | 9.0 (48.2)                   | 3.6 (38.5)                   | −2.3 (27.9)                  | −7.0 (19.4)                  | 3.2 (37.7)                   |
| Tối thiểu trung bình ngày °C (°F)        | −16.1 (3.0)                  | −12.4 (9.7)                  | −7.0 (19.4)                  | −2.3 (27.9)                  | 1.8 (35.2)                   | 5.6 (42.1)                   | 7.6 (45.7)                   | 7.3 (45.1)                   | 4.3 (39.7)                   | −1.6 (29.1)                  | −9.0 (15.8)                  | −14.6 (5.7)                  | −3.0 (26.5)                  |
| Thấp kỉ lục °C (°F)                      | −26.1 (−15.0)                | −24.2 (−11.6)                | −22.9 (−9.2)                 | −12.9 (8.8)                  | −9.4 (15.1)                  | −3.1 (26.4)                  | −0.6 (30.9)                  | −3.0 (26.6)                  | −6.0 (21.2)                  | −14.3 (6.3)                  | −19.8 (−3.6)                 | −25.8 (−14.4)                | −26.1 (−15.0)                |
| Lượng Giáng thủy trung bình mm (inches)  | 5.3 (0.21)                   | 6.5 (0.26)                   | 16.8 (0.66)                  | 31.6 (1.24)                  | 73.5 (2.89)                  | 91.8 (3.61)                  | 119.1 (4.69)                 | 112.3 (4.42)                 | 95.4 (3.76)                  | 47.1 (1.85)                  | 7.3 (0.29)                   | 2.2 (0.09)                   | 608.9 (23.97)                |
| Số ngày giáng thủy trung bình (≥ 0.1 mm) | 4.6                          | 6.1                          | 9.8                          | 11.9                         | 17.2                         | 20.0                         | 17.8                         | 17.4                         | 18.0                         | 14.8                         | 4.7                          | 2.7                          | 145                          |
| Số ngày tuyết rơi trung bình             | 7.4                          | 8.9                          | 13.7                         | 11.3                         | 4.8                          | 0.6                          | 0.1                          | 0                            | 1.1                          | 9.8                          | 6.9                          | 5.3                          | 69.9                         |
| Độ ẩm tương đối trung bình (%)           | 51                           | 52                           | 57                           | 60                           | 65                           | 71                           | 74                           | 76                           | 77                           | 72                           | 60                           | 51                           | 64                           |
| Số giờ nắng trung bình tháng             | 202.5                        | 183.1                        | 198.9                        | 203.3                        | 201.4                        | 177.6                        | 193.4                        | 190.4                        | 149.4                        | 175.4                        | 204.6                        | 211.0                        | 2.291                        |
| Phần trăm nắng có thể                    | 64                           | 59                           | 53                           | 52                           | 46                           | 41                           | 44                           | 46                           | 41                           | 51                           | 67                           | 69                           | 53                           |
| Nguồn: Cục Khí tượng Trung Quốc          |                              |                              |                              |                              |                              |                              |                              |                              |                              |                              |                              |                              |                              |